# LTS Checkmate
LTS Checkmate (Su-75, ros. Су-75, Лёгкий тактический самолёт (ЛТС)) – projekt lekkiego, rosyjskiego samolotu myśliwskiego 5 generacji, opracowywanego w wytwórni Suchoj. Konstrukcja samolotu wykorzystuje technologię stealth.

## Historia

### Geneza
Od przełomu lat 80. i 90. XX wieku radzieckie, a następnie rosyjskie biura konstrukcyjne pracują nad projektami lekkich, tanich w eksploatacji samolotów myśliwskich. Pomimo licznych projektów, żaden z nich nie został wprowadzony do produkcji seryjnej. Siły Powietrzne Federacji Rosyjskiej wykorzystują ciężkie, dwusilnikowe, wielozadaniowe samoloty myśliwskie, nie posiadając w swoim arsenale lekkich maszyn, będących odpowiednikami amerykańskich General Dynamics F-16 Fighting Falcon. Z drugiej strony istnieje duży rynek odbiorców zagranicznych, mających doświadczenie w eksploatacji radzieckich MiG-21 lub ich chińskich kopii. Kraje te mogą być zainteresowane pozyskaniem nowej konstrukcji, spełniającej wymagania współczesnego pola walki, ale tańszej w eksploatacji niż współczesne, dwusilnikowe konstrukcje rosyjskie wywodzące się z Su-27 lub MiG-29. Tym samym posiadanie tego typu maszyny w ofercie rosyjskiego przemysłu zbrojeniowego uzupełniłoby istniejącą lukę, pozwalając na rozszerzenie oferty dla krajów niemogących sobie pozwolić na zakup droższych, wielozadaniowych dwusilnikowych samolotów. Z drugiej strony, ostatni doprowadzony do stadium prototypu samolot biura projektowego Suchoja, Su-57, został oblatany w 2010 roku. Biuro projektowe, chcąc podtrzymać swoje zdolności i zachować ciągłość prac, musi prezentować nowe projekty.

### Projekt
Pierwsze oficjalne informacje na temat nowej maszyny zostały ujawnione w grudniu 2020 roku. Wówczas to dyrektor generalny Państwowej Korporacji Rostiech Siergiej Cziemiezow ujawnił dziennikarzom fakt prowadzenia prac nad nową maszyną załogową lub bezzałogową, która powstawała wyłączenie w oparciu o finansowanie ze środków własnych przedsiębiorstwa. Kilka miesięcy później, pod koniec maja 2021 roku, rosyjska praca opublikowała informacje o postępach projektu realizowanego przez Suchoja, którego celem jest budowa lekkiego samolotu myśliwskiego LTS – Liochkij Takticzieskij Samoliot (ros. Лёгкий тактический самолёт – ЛТС), wykorzystującego technologię redukującą skuteczną powierzchnie odbicia radiolokacyjnego. Konstruktorzy mieli w dużym stopniu wykorzystywać rozwiązania techniczne sprawdzone podczas projektowania i budowy ciężkiego Su-57. Zdaniem prasy nowa konstrukcja miała wykorzystywać tę samą jednostkę napędową co Su-57, uzbrojenie i systemy elektroniczne. Lżejsza wersja miała mieć masę startową na poziomie 18 ton i latać z prędkością maksymalną ponad 2,0 Ma. Wektorowany ciąg silnika miał umożliwić maszynie osiągnięcie bardzo krótkiego rozbiegu oraz supermanewrowość. Na początku lipca tego samego roku Rostiech poinformował, iż w trakcie otwarcia Międzynarodowego Salonu Lotniczo-Kosmicznego MAKS 2021, który odbędzie się w Żukowskij pod Moskwą, pod szyldem Połączonej Korporacji Lotniczej (OAK), zaprezentowany zostanie nowy samolot. 20 lipca 2021 roku, pierwszego dnia salonu MAKS, oficjalnie zaprezentowano pełnowymiarowe stanowisko do prób naziemnych (KNS – Kompleksnyj Naturnyj Stend) nowego, rosyjskiego lekkiego samolotu myśliwskiego, o nazwie Checkmate (szach mat). KNS może być również tłumaczone jako pełnowymiarowy model funkcjonalny, którego zadaniem jest sprawdzenie w praktyce docelowego wyposażenia samolotu, jego dopasowania i funkcjonalności. Zaprezentowany egzemplarz przeznaczony jest do prób naziemnych, który jednak w przyszłości zostanie zmodernizowany do stanu lotnego. Jako pierwszy maszynę, określaną również jako T-75, obejrzał rosyjski prezydent Władimir Putin. Samolot jest pierwszą rosyjską konstrukcją, która od samego początku prac powstaje z wykorzystaniem cyfrowych technologii projektowych.
Projekt samolotu powstał w latach 2018–2021. Płatowiec oparto konstrukcyjnie o koncepcję nośnego kadłubopłata, w którym silnie spłaszczony kadłub generuje część siły nośnej. Skrzydła płynnie łączą się z kadłubem, tworząc jedną bryłę. Zastosowano podwójne, silnie rozchylone na boki usterzenie pionowe. Stery umieszczone są na pionowych pylonach. Na wewnętrznych, dokadłubowych stronach pylonów znajdują się niewielkie wloty powietrza, prawdopodobnie służące chłodzeniu elementów systemów awioniki. Samolot wyposażono w klasyczne trójpodporowe, chowane podwozie z przednim podparciem, zdwojoną przednią golenią. Potencjalnie, na życzenie klientów, możliwa będzie instalacja składanej sondy do pobierania paliwa w locie. W celu obniżenia kosztów eksploatacji producent przewiduje wdrożenie systemu automatycznego monitorowania stanu technicznego samolotu. System Matiroszka/Matrioszka ma umożliwić szybkie reagowanie na potencjalne uszkodzenia oraz z wyprzedzeniem planować potencjalne naprawy.
Do napędu samolotu planuje się użycie opracowywanej nowej jednostki napędowej, określanej mianem Izdielije 30. Silnik pierwotnie przeznaczony był dla Su-57. Nowa jednostka ma dysponować ciągiem nominalnym rzędu 108 kN i maksymalnym rzędu 172 kN. Do czasu uzyskania dostępu do nowego silnika maszyna będzie napędzana dostępnymi jednostkami AL-31FN serii 3/4 lub AL-41F-1. Izdielije 30 z wektorowanym ciągiem ma umożliwić lot z prędkością naddźwiękową bez użycia dopalacza (ang. supercruise) oraz bardzo wysoką manewrowość. Wlot powietrza do silnika umieszczono pod dziobową częścią kadłuba. Dolna krawędź wlotu powietrza jest silnie wysunięta do przodu. Podobne rozwiązanie zastosowali amerykańscy konstruktorzy w projekcie Boeing X-32. Dysza wylotowa silnika osłonięta jest po bokach przez duże powierzchnie rozchylonych na boki powierzchni sterowych.
Prawdopodobnie zastosowany zostanie zmodyfikowany radiolokator z aktywnym skanowaniem elektronicznym (Active Electronically Scanned Array – AESA) N036 Biełka zany z Su-57. Modyfikacja polega na uproszczeniu konstrukcji. Antena zastosowana w LTS ma mniej modułów nadawczo-odbiorczych, co przekłada się na ograniczenie możliwości śledzenie celów. Stacja radiolokacyjna nowego samolotu będzie mogła śledzić około 30 celów jednocześnie i naprowadzać pociski rakietowe (również jednocześnie) na sześć z nich, dwa razy mniej niż możliwości radaru zastosowanego w konstrukcji Su-57. Możliwe, iż w celu zwiększenia możliwości śledzenia czujniki nadawczo-odbiorcze zostaną zainstalowane również w krawędzi natarcia i spływu skrzydeł samolotu. Dodatkowym, klasycznym w konstrukcji rosyjskich samolotów bojowych, elementem rozpoznawczym będzie system obserwacji w podczerwieni, umieszczony w niewielkiej owiewce tuż przed owiewką kabiny pilota. W trakcie trwania salonu MAKS 2021 Rostiech podpisał z holdingiem Szwabe umowę, w ramach której opracowany ma zostać system KOEPS-75. Elektrooptyczny (optoelektroniczny) system celowniczy, którego sensory umieszczone zostaną w niewielkiej kopule, pod wlotem powietrza do silnika. System ma działać w każdych warunkach pogodowych. Za projekt systemu odpowiadają wchodzące w skład Szwabe Uralskie Zakłady Optyczne i Mechaniczne im. Jałamowa.
Łącze wymiany danych umożliwi nowej maszynie realizowanie zadań w warunkach sieciocentrycznego pola walki. Awionika samolotu prawie w całości powstaje w firmach zgrupowanych w koncernie Rostiech. KRET – Konciern Radioelektronnyje Tiechnołogii oraz RPKB – Ramienskoje priborostroitielnyje konstruktorskije biuro. Zdecydowano się na instalacje systemów awioniki o otwartej architekturze. Dzięki temu samolot będzie podatny na modyfikacje i instalacje różnych systemów, w zależności od wymagań potencjalnych użytkowników zagranicznych. Pilot samolotu ma do dyspozycji szerokokątny wyświetlacz przezierny HUD oraz panoramiczny, wielofunkcyjny wyświetlacz dotykowy LCD. Brak informacji o konstrukcji hełmu pilota.

### Uzbrojenie
Zgodnie z zasadami obniżonej wykrywalności, uzbrojenie samolotu ma być przenoszone w wewnętrznych, trzech kadłubowych, zamykanych wnękach. Jednej głównej, znajdującej się pomiędzy komorami podwozia i mającej trzy węzły do podwieszania uzbrojenia oraz dwóch bocznych komór. Poza uzbrojeniem, we wnękach będzie możliwość przenoszenia dodatkowych zbiorników paliwa. Samolot dysponuje również możliwością podwieszania uzbrojenia na czterech podskrzydłowych węzłach. Ich użycie zmniejsza właściwości stealth maszyny. W konfiguracji pełnego stealth, bez podwieszania uzbrojenia do belek podskrzydłowych, LTS będzie mógł przenosić pięć pocisków klasy powietrze-powietrze – trzy w głównej komorze i po jednym w komorach bocznych. W wersji bombardującej w głównej komorze będzie można umieścić dwa pociski klasy powietrze-powierzchnia. W trakcie prezentacji na salonie MAKS 2021, producent zaprezentował wariant, w których przewidziano użycie nowych pocisków powietrze-powietrze średniego zasięgu RWW-SD lub starszych R-77 i bliskiego zasięgu RWW-MD lub starszych K-74M. Pociski powietrze-powierzchnia H-31PD, H-35UE, H-38MLE/MTE, Grom E1/E2, H-58USzKE. Bomby kierowane K029BJe, K08BJe, KAB-250ŁG-E oraz pociski niekierowane. Konstruktorzy nie przewidują instalacji stałego uzbrojenia strzeleckiego, będzie istniała jednak możliwość przenoszenia zasobnika strzeleckiego kalibru 30 mm.

### Potencjał eksportowy
Producent nie ukrywa, iż projekt samolotu powstał przede wszystkim z myślą o odbiorcach zagranicznych. Między innymi w tym celu zaprojektowano otwartą architekturę maszyny, podatną na modyfikację i zastosowane różnych systemów, również pochodzących od zachodnich producentów, w zależności od wymagań potencjalnych odbiorców. Harmonogram prac przewiduje oblot prototypu w 2023 roku, a zakończenie państwowych badań w 2026 roku. Pierwszy seryjny samolot mógłby zostać dostarczony również w tym samym roku lub rok później. Plany sprzedażowe zakładają sprzedaż 300 maszyn w przeciągu 15 lat. Przewidziana jest budowa wersji dwuosobowej oraz bezzałogowej. Maszyna promowana jest tylko pod swoją angielskojęzyczną nazwą, aczkolwiek znana jest również pod oznaczeniem Su-75. Problematyczne wydaje się być finansowanie całego projektu. Producent podkreśla, iż prace są prowadzone ze środków własnych firmy OAK. Z drugiej jednak strony, nieoficjalne informacje wskazują, iż w projekt finansowo wspierany jest przez rosyjskie Ministerstwo Przemysłu i Handlu oraz partnerów zagranicznych. Według nieoficjalnych źródeł odpowiednią umowę rosyjska strona podpisała w 2017 roku ze Zjednoczonymi Emiratami Arabskimi.